# Curia (storia romana)

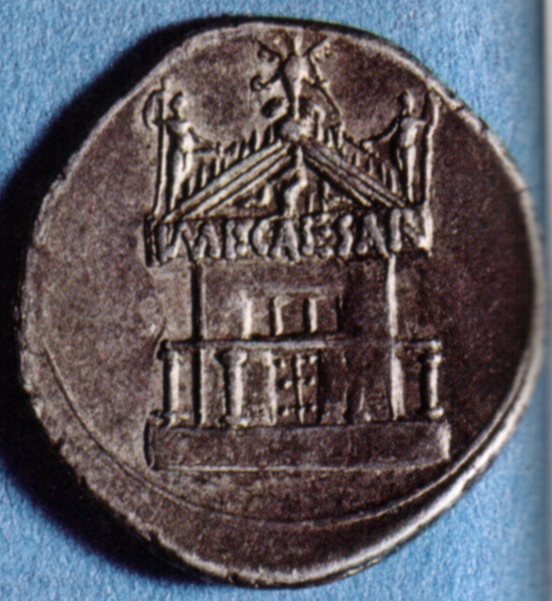
Denario di Ottaviano con la Curia Julia

Il termine curia ai primordi della monarchia romana era una suddivisione della sua popolazione (vale a dire le tribù  che ne componevano la società), e che fu in seguito utilizzata per significare il luogo dove le tribù si radunavano per discutere degli affari dello stato.

## Etimologia
Incerta è l'etimologia della parola , che gli antichi mettevano in rapporto col verbo curare: i moderni la considerano più spesso come derivata da com-viria (accolta di uomini),  o da curis o quiris (lancia), o fanno derivare curis da curia, o ricorrono al greco κῦρος ("forza, autorità"); perfino si dubita se il nome sia stato dato prima ai gruppi e quindi ai luoghi dove questi si riunivano, o viceversa".

## Ordinamento romano

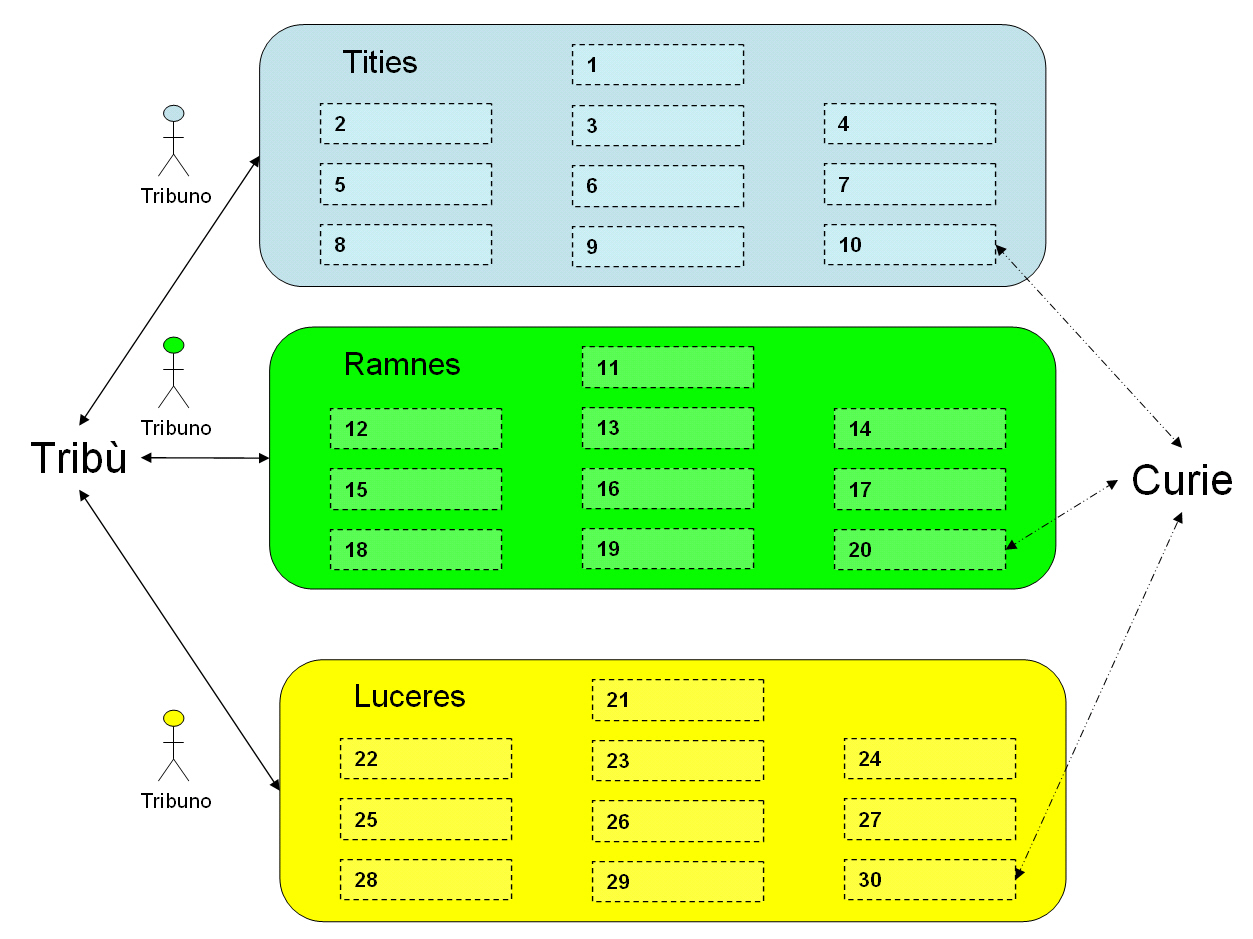
Schema della suddivisione in tribù e curie originarie

In origine curia significò "adunanza di uomini" (dal latino co-viria). Le curie, fondate da Romolo, inizialmente erano trenta , dieci per ognuna delle tre tribù dei Tities, Ramnes e Luceres. Ecco come la descrive Dionigi di Alicarnasso:
(Dionigi di Alicarnasso, Antichità romane, II, 7.2-4.)
La divisione era risalente alle origini della città, forse ad istituti addirittura anteriori alla sua fondazione, radicati quindi nell'area latina preistorica. Secondo alcuni studiosi la curia aveva una natura etnica, organizzata sulla base delle primitive famiglie romane, o più specificatamente sulla base delle trenta gentes originarie patrizie (aristocratiche).
A capo di ciascuna curia vi era un curione, mentre l'insieme delle curiae era sottoposta al comando di un curio maximus..
Romolo assegnò ad ogni Curia la cura degli dei e geni che gli erano propri secondo tradizione; ciascuna Curia poi, aveva le proprie feste, dei propri sacerdoti che soprintendevano ai sacrifici. Dionigi di Alicarnasso cita i Curioni tra gli otto ordini religiosi della città, cui erano appunto affidati i sacrifici comuni delle Curie.
Le curie si riunivano in assemblea (comizi curiati), nella quale venivano prese, a maggioranza, le più importanti decisioni riguardanti la vita dei cittadini. In particolare durante il periodo dei primi re latino-sabini, l'organismo politico-amministrativo delle curiae venne adottato per facilitare le operazioni di leva militare, dove ciascuna forniva cento soldati e dieci cavalieri, per un totale di 3.000 fanti e 300 cavalieri.
L'ordinamento curiato perdette questa funzione militare quando Servio Tullio introdusse l'ordinamento centuriato: da allora conservò solo compiti politici e religiosi ma perdette importanza, anche se, quando si trattò di decidere se restituire i beni sottratti alla famiglia dei Tarquini, cacciati da Roma in seguito alla caduta della monarchia, i consoli Lucio Giunio Bruto e Lucio Tarquinio Collatino lasciarono che la decisione fosse presa dalle curie riunite.

## Edificio

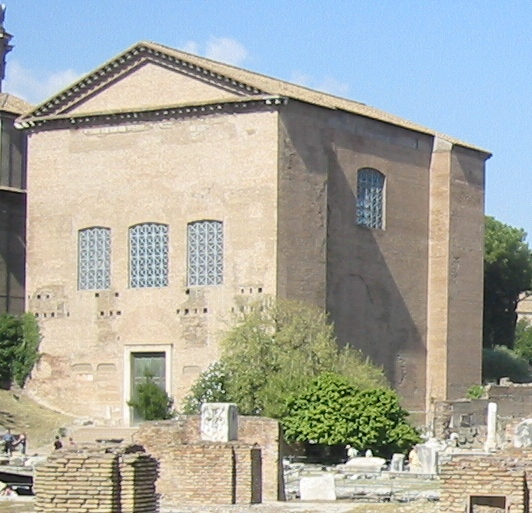
La Curia Iulia dal lato sud del Foro Romano.

Per estensione il termine indicò anche l'edificio o i luoghi di riunione in cui le curiae si riunivano (curia Hostilia o la curia Saliorum) e, più tardi, dove il senato si riuniva per discutere le leggi e prendere decisioni circa gli affari della repubblica.
L'edificio originale della curia venne costruito, secondo la leggenda, dal re Tullo Ostilio nel Foro Romano, ai piedi del Campidoglio, la cosiddetta Curia Hostilia. L'edificio venne in seguito distrutto da un incendio nel 52 a.C., durante il funerale di Publio Clodio Pulcro; poco più tardi al suo posto venne costruita una struttura più imponente, la Curia Iulia, voluta da Giulio Cesare in una posizione più centrale rispetto alla piazza del Foro.
Fu terminata e inaugurata da Augusto il 28 agosto del 29 a.C. e rifatta di nuovo da Diocleziano in seguito all'incendio del 283 durante il regno dell'imperatore Carino. La curia conteneva l'Altare della Vittoria.
Al tempo del re Teodorico, nella Curia si tenevano ancora le adunanze del Senato, sopravvissuto alla caduta dell'Impero romano d'Occidente, ma ridotto allora ad un'ombra: l'edificio in quel tempo non si chiamava più col suo nome classico di curia, bensì con quello di Atrium Libertatis. Il nome Atrium Libertatis fu preso da un vicino edificio, l'archivio dei censori distrutto con la costruzione del Foro di Traiano, dove, anticamente, si svolgeva la liberazione degli schiavi. Caduto il regno gotico di Teodorico la Curia rimase abbandonata.
Risulta uno degli edifici tardo-antichi meglio conservati in tutta Roma, perché nel 630, durante il pontificato di papa Onorio I, l'edificio venne trasformato in chiesa, assumendo il nome di Sant'Adriano al Foro, ristrutturata nel 1653  da Martino Longhi il Giovane, con il rivestimento delle tre navate medioevali con stucchi e motivi scultorei tipici del barocco, creando un ambiente di chiara suggestione seicentesca. Successivamente la struttura medievale e barocca venne smantellata nel piano di recupero delle opere classiche romane, e ripristinata quella originale negli anni venti del XX secolo.